# Internetverbindungsfreigabe
Als Internetverbindungsfreigabe (engl. Internet Connection Sharing, kurz ICS) bezeichnet man eine Funktionalität des Betriebssystems Microsoft Windows, die es ohne größeren technischen Aufwand ermöglicht, mit einem oder mehreren Windows-Computern eine Internet-Verbindung aufzubauen.
Dabei stellt der Computer, der ICS zur Verfügung stellt, die Dienste Network Address Translation (NAT), DHCP-Server (Dynamic Host Configuration Protocol) und DNS-Server (Domain Name Service) zur Verfügung und macht es somit möglich, dass Computer-(Clients), die per LAN angeschlossen sind, dessen Internetanbindung nutzen können, ohne dass weitere Dienste oder Server vorhanden sein müssen. 
Unter Windows ist die Funktion seit Windows 98 SE vorhanden. Allerdings müssen dort alle Clients im Subnetz 192.168.0.0/24 sein. Bei Windows 2000/XP/Vista ist dies das Netzwerksegment 192.168.0.x/24, wobei der ICS-Server die 192.168.0.1 bekommt. Diese ist änderbar. Will man mit Windows 98 SE bzw. ME die Internetverbindungsfreigabe eines Windows aus der NT-Reihe verwenden, so muss man, wie in der Hilfe beschrieben, einen besonderen Client verwenden. In der Praxis gestaltet sich die Einrichtung einer Internetverbindungsfreigabe unter Windows 98 SE und ME jedoch oft sehr mühsam und war sehr fehleranfällig – ab Windows 2000 Professional ist ICS problemlos möglich. Voraussetzung ist jedoch, dass kein anderes Gerät den Dienst DHCP-Server im selben Netzwerk zur Verfügung stellt, denn dieser darf immer nur einmal pro Netzwerk verfügbar sein, da der Zugriff darauf nicht steuerbar ist. Moderne DSL-Router oder WLAN-Router bieten oft auch einen DHCP-Server-Dienst an, machen dann aber auch den Einsatz der Internetverbindungsfreigabe obsolet.
Mit dem Aufkommen kostengünstiger Hardware-Router (oft auch als WLAN-Variante erhältlich), die zumeist verbilligt mit Online-Verträgen angeboten werden, ist der Gebrauch des Windows-eigenen "Internet Connection Sharing" zurückgegangen. Gründe hierfür sind die recht einfache Installation und der größtenteils fehlerfreie Betrieb der Router. Diese beiden Punkte waren insbesondere bei den Betriebssystem-Varianten Windows 98 SE und Windows Me oft ein größeres Problem.
Auch unter Windows XP ist die Einrichtung einer Internetverbindungsfreigabe nach wie vor sehr fehleranfällig, da der Dienst oftmals nicht wie gewünscht aktiviert oder deaktiviert wird. Bei der Zuweisung von IP-Adressen nimmt ICS keine Überprüfung auf Konflikte mit statischen Adressen vor, die bereits von Computern im Netzwerk verwendet werden. Standardmäßig bekommt der Rechner, der ICS aktiviert, die IP-Adresse 192.168.0.1. Diese ist jedoch änderbar, so können Probleme durch manuelles Umstellen der IP-Adresse beseitigt werden.
Am 30. Oktober 2006 entdeckten Spezialisten die Möglichkeit, eine DoS-Attacke auf den Dienst auszuführen. Die Schwachstelle entsteht durch eine Null-Zeiger-Referenzierung in den Windows NAT-Helper-Komponenten (ipnathlp.dll). Angreifer können über eine manipulierte DNS-Abfrage den Dienst zum Absturz bringen. Zurzeit steht kein Patch bereit.